# Marionnette à fils
Pour les articles homonymes, voir Marionnette.

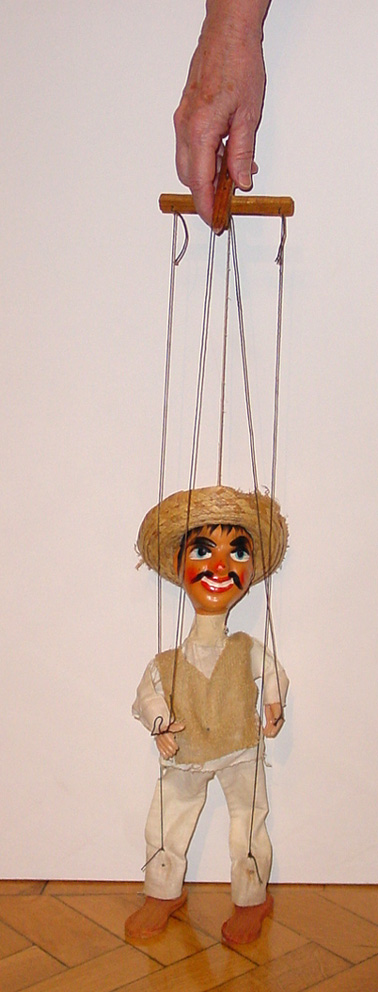
marionnette à fils

Une marionnette à fils ou fantoche est une marionnette contrôlée par des fils qui relient les différentes parties de son corps (tête, bras, jambes, torse…) à un support en bois nommé croix d'attelle ou contrôle. Elle est donc manipulée par le dessus.
L'ensecret est la technique utilisée pour relier la marionnette à fils à son contrôle.

## Marionnettes à tringle et fils
On trouve des contrôles mixtes de marionnette à tringle pour la tête et à fils pour les membres ; comme le picard Lafleur ou les marionnettes liégeoises. Elles seraient les ancêtres de la marionnette à fils.

## Voir aussi

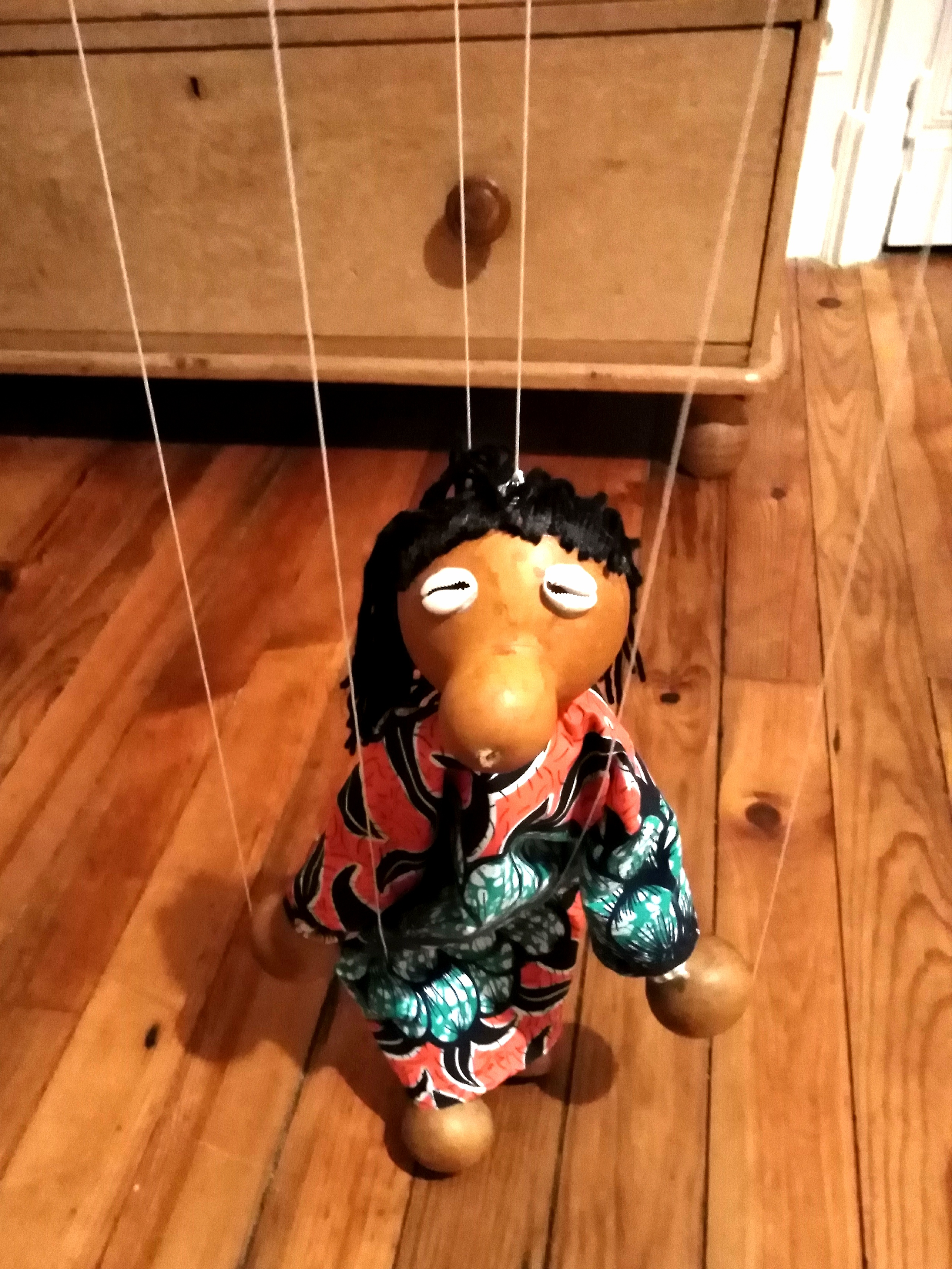
Marionnette en calebasse (Lagenaria siceraria)